# Лавернь, Леонс Гийо
Леонс Гийо де Лавернь (фр. Léonce Guilhaud de Lavergne; 24 января 1809 — 18 января 1880) — французский экономист и политический деятель.
Был профессором иностранной литературы в Монпелье, затем служил в министерстве иностранных дел и помещал в «Revue des Deux Mondes» статьи по литературным, финансовым и торговым вопросам.
- Был избран депутатом в 1846 году, вошёл в ряды консерваторов.
- В 1848 Лавернь боролся против доктрин Прудона и оспаривал финансовые мероприятия временного правительства.
- В 1871 он вновь был избран в Национальное собрание, где занял место на правом центре.

## Главные труды
- 1841-1942. Dictionnaire encyclopédique usuel  (sous le nom de Ch. Saint-Laurent).
- 1854. Essai sur l’économie rurale de l’Angleterre, de l’Écosse et de l’Irlande; перевод на русский язык: «О земледелии в Англии»)
- 1857. Mémoire sur l’économie rurale de la France.
- 1858. L’agriculture et la population en 1855 et 1856, in-12.
- 1860. La constitution de 1852 et le décret du 24 novembre, in-12.
- 1863. Les assemblées provinciales sous Louis XVI.
- 1865. La banque de France et les banques départementales.
- 1866. L’agriculture et l’enquête agricole.
- 1870. Les économistes français du XVIIIe siècle.